# Italienische Squashnationalmannschaft
Die italienische Squashnationalmannschaft ist die Gesamtheit der Kader des italienischen Squashverbandes Federazione Italiana Giuoco Squash. In ihm finden sich italienische Sportler wieder, die ihr Land sowohl in Einzel- als auch in Teamwettbewerben national und international im Squashsport repräsentieren.

## Historie

### Herren
Italien nahm 1989 erstmals an einer Weltmeisterschaft teil und schloss das Turnier auf Rang 22 ab. Es folgten mit einer Unterbrechung 1993 weitere Teilnahmen 1991, 1995 und 1997, wobei 1991 mit dem 16. Platz eine neue Bestmarke erreicht wurde. 2003 sowie 2009 und 2011 nahm Italien ebenfalls an der Weltmeisterschaft teil. Sowohl 2009 als auch 2011 erreichte die Mannschaft das Viertelfinale, 2009 schloss sie das Turnier auf Rang sieben ab. Bei der bislang letzten Teilnahme im Jahr 2011 erfolgte nachträglich die Disqualifikation, nachdem Stéphane Galifi während des Turniers eine positive Dopingprobe abgab. Ursprünglich hatte Italien den 6. Rang belegt.
Bei Europameisterschaften, die jährlich seit 1973 ausgetragen werden, erreichte Italien bislang einmal das Halbfinale. 2011 gewann die Mannschaft nach einer Halbfinalniederlage gegen Frankreich und einem Sieg im Spiel um Platz drei gegen die Niederlande Bronze. Zum Kader gehörten 2011 Stéphane Galifi, Davide Bianchetti, Marcus Berrett, Amr Swelim, Andrea Torricini und Mirko Pareccini.

## Letzter WM-Kader
Bei der letzten Teilnahme 2011 bestand die italienische Mannschaft aus den folgenden Spielern:
| Rang | Name              | Geburtsdatum       |
| ---- | ----------------- | ------------------ |
| 1.   | Stéphane Galifi   | 14. Januar 1978    |
| 2.   | Davide Bianchetti | 8. März 1977       |
| 3.   | Marcus Berrett    | 23. September 1975 |
| 4.   | Amr Swelim        | 7. Juni 1984       |

## Bilanz
| Herren |                   |                    |                    |                    |                    |
| Jahr   | Austragungsort    | Runde              | Platzierung        | Siege              | Niederlagen        |
| 1967   | Melbourne         | nicht teilgenommen | nicht teilgenommen | nicht teilgenommen | nicht teilgenommen |
| 1969   | Birmingham        | nicht teilgenommen | nicht teilgenommen | nicht teilgenommen | nicht teilgenommen |
| 1971   | Palmerston North  | nicht teilgenommen | nicht teilgenommen | nicht teilgenommen | nicht teilgenommen |
| 1973   | Johannesburg      | nicht teilgenommen | nicht teilgenommen | nicht teilgenommen | nicht teilgenommen |
| 1976   | Birmingham        | nicht teilgenommen | nicht teilgenommen | nicht teilgenommen | nicht teilgenommen |
| 1977   | Toronto           | nicht teilgenommen | nicht teilgenommen | nicht teilgenommen | nicht teilgenommen |
| 1979   | Brisbane          | nicht teilgenommen | nicht teilgenommen | nicht teilgenommen | nicht teilgenommen |
| 1981   | Stockholm         | nicht teilgenommen | nicht teilgenommen | nicht teilgenommen | nicht teilgenommen |
| 1983   | Auckland          | nicht teilgenommen | nicht teilgenommen | nicht teilgenommen | nicht teilgenommen |
| 1985   | Kairo             | nicht teilgenommen | nicht teilgenommen | nicht teilgenommen | nicht teilgenommen |
| 1987   | London            | nicht teilgenommen | nicht teilgenommen | nicht teilgenommen | nicht teilgenommen |
| 1989   | Singapur          | Gruppenphase       | 22.                | 1                  | 7                  |
| 1991   | Helsinki          | Gruppenphase       | 16.                | 2                  | 3                  |
| 1993   | Karatschi         | nicht teilgenommen | nicht teilgenommen | nicht teilgenommen | nicht teilgenommen |
| 1995   | Kairo             | Gruppenphase       | 20.                | 4                  | 2                  |
| 1997   | Petaling Jaya     | Gruppenphase       | 22.                | 4                  | 2                  |
| 1999   | Kairo             | nicht teilgenommen | nicht teilgenommen | nicht teilgenommen | nicht teilgenommen |
| 2001   | Melbourne         | nicht teilgenommen | nicht teilgenommen | nicht teilgenommen | nicht teilgenommen |
| 2003   | Wien              | Gruppenphase       | 18.                | 3                  | 4                  |
| 2005   | Islamabad         | nicht teilgenommen | nicht teilgenommen | nicht teilgenommen | nicht teilgenommen |
| 2007   | Chennai           | nicht teilgenommen | nicht teilgenommen | nicht teilgenommen | nicht teilgenommen |
| 2009   | Odense            | Viertelfinale      | 7.                 | 5                  | 2                  |
| 2011   | Paderborn         | Viertelfinale      | DSQ                | 5                  | 2                  |
| 2013   | Mülhausen         | nicht teilgenommen | nicht teilgenommen | nicht teilgenommen | nicht teilgenommen |
| 2015   | Kairo             | keine Austragung   | keine Austragung   | keine Austragung   | keine Austragung   |
| 2017   | Marseille         | nicht teilgenommen | nicht teilgenommen | nicht teilgenommen | nicht teilgenommen |
| 2019   | Washington, D.C.  | nicht teilgenommen | nicht teilgenommen | nicht teilgenommen | nicht teilgenommen |
| Gesamt | 7 / 26 Teilnahmen | 7 / 26 Teilnahmen  | 0 Titel            | 24                 | 22                 |